# George Joseph Smith
George Joseph Smith (ur. 11 stycznia 1872 w Londynie, zm. 13 sierpnia 1915 w Maidstone) – angielski bigamista, seryjny morderca.

## Życiorys
Syn George’a Thomasa Smitha, agenta ubezpieczeniowego, i Louisy Gibson. Niewiele wiadomo o jego dzieciństwie. Jego pierwsza znana żona, Caroline Thornhill, utrzymywała, że w wieku dziewięciu lat został wysłany do poprawczaka w Gravesend, przebywał tam do szesnastego roku życia, potem powrócił do domu, zamieszkał z matką i zajął się drobnymi kradzieżami. 7 lutego 1891 r. w Lambeth został skazany za kradzież roweru i osadzony w więzieniu na 6 miesięcy.
Prawdopodobnie pierwszą i jedyną legalną żoną Smitha była Caroline Beatrice (ur. 1879), córka Edwarda Thornhilla, szewca z Leicester. Pobrali się 17 stycznia 1898 r., a Smith używał wtedy nazwiska George Oliver Love. Dość szybko sprowadził małżonkę na przestępczą drogę, wystawiając jej fałszywe referencje i zapewniając prace jako służba domowa, następnie namawiając ją do kradzieży kosztowności z domów, w których pracowała. 9 stycznia został zatrzymany w Hastings za posiadanie towarów skradzionych przez żonę i skazany na 2 lata więzienia. Po wyjściu z więzienia został profesjonalnym bigamistą. Omamiał samotne kobiety obietnicami małżeństwa i po zdobyciu pieniędzy porzucał je przed lub po ślubie. Do czasu ostatniego aresztowania w 1915 r. poślubił co najmniej siedem kobiet. Stały związek utrzymywał jedynie z Edith Mabel z d. Pegler (ur. 1878), którą poślubił pod swoim prawdziwym nazwiskiem 30 lipca 1908 r. w Bristol. W okresach między innymi małżeństwami wracał do niej, tłumacząc długie nieobecności tym, że jest sprzedawcą antyków i interesy wymagają od niego długich podróży w kraju i zagranicą.
Smith zamordował trzy kobiety. Pod nazwiskiem Henry Williams 26 sierpnia 1910 r. w Weymouth poślubił Bessie Constance Annie Mundy (ur. 1875). Córka kierownika banku w Warminster, George’a Barclaya Mundy’ego, odziedziczyła fortunę w wysokości około 2500 funtów zainwestowane w papiery wartościowe. W maju 1912 r. wynajęli dom w Herne Bay. Smith zasięgnął porady prawnej, jak może zabezpieczyć majątek żony i 8 lipca oboje sporządzili testament na swoją korzyść. Dwa dni później Smith przyprowadził żonę do miejscowego lekarza, Dr F. A. Frencha, mówiąc mu, że miała napad. Lekarz przepisał pacjentce jako środek uspokajający bromek potasu. 13 lipca 1912 r. doktor został wezwany do domu Smitha i znalazł martwą Bessie w wannie. W wyniku śledztwa stwierdzono, że „pani Williams” utonęła nieszczęśliwie w wannie na skutek ataku padaczki. We wrześniu Smithowi wypłacono spadek po małżonce.
Kolejne ofiary nie posiadały znacznych majątków, wobec czego Smith namówił je do wykupienia polisy na życie. Poza tym szczegółem wszystko odbywało się podobnie jak w przypadku Bessie Mundy. Panny młode były wywożone do miejsc, w których nikt ich nie znał, podczas wizyty u lekarza stwierdzano ich wątpliwy stan zdrowia, a potem topiły się podczas kąpieli. 4 listopada 1913 r. w Portsmouth pod swoim prawdziwym nazwiskiem poślubił Alice Burnham (ur. 1888), córkę sadownika z Aston Clinton, Charlesa Burnhama. Po tym, jak ubezpieczyła swoje życie na 500 funtów i sporządziła testament na rzecz Smitha, ten 12 grudnia zabrał ją do Blackpool i tam utopił. Ostatnia swoją ofiarę, córkę duchownego Margaret Elizabeth Lofty (ur. 1876) poślubił w Bath 17 grudnia 1914 r. jako John Lloyd i zamordował już następnego dnia w Highgate. W obu przypadkach stwierdzono śmierć na skutek nieszczęśliwego wypadku, a Smith zrealizował testament jedynie z tytułu śmierci Alice Burnham.
Raport z dochodzenia w sprawie Lofty ukazał się w prasie i został zauważony przez Charlesa Burnhama, ojca Alice, oraz Josepha Crossleya, zięcia właścicielki domu w Blackpool. Oboje dostrzegli uderzające podobieństwo obu przypadków i donieśli o tym policji. Smith został aresztowany i 22 czerwca 1915 r. postawiony przed sądem. Mimo obrony sir Edwarda Marshalla Halla został skazany na śmierć i 13 sierpnia 1915 r. stracony przez powieszenie w więzieniu w Maidstone.